# Ilex serrata
Ilex serrata — вид квіткових рослин з родини падубових.

## Морфологічна характеристика
Це листопадний кущ 1–3 м заввишки. Кора сіра. Гілочки поточного року поздовжньо-зморшкуваті, борознисті; гілки другого року ворсисті чи голі; наявні сочевиці. Листкова ніжка 6–8 мм, адаксіально (верх) глибоко борозенчаста, ворсиста чи гола. Листова пластина в сухому стані сіро-оливкова, еліптична, рідше яйцеподібна чи обернено-яйцювата, 2–9 × 1–4 см, обидві поверхні ворсисті чи голі по жилках, край густо зазубрений, верхівка загострена. Плід червоний, кулястий, ≈ 5 мм у діаметрі. Квітне у травні; плодить у жовтні.

## Поширення
Ареал: Японія, Китай. Населяє узлісся, чагарникові ліси, схили гір; на висотах від 500 до 1600 метрів.

## Використання
Листя і коріння використовують при лікуванні опіків, травм, кровотеч, виразок і абсцесів легень.

## Галерея

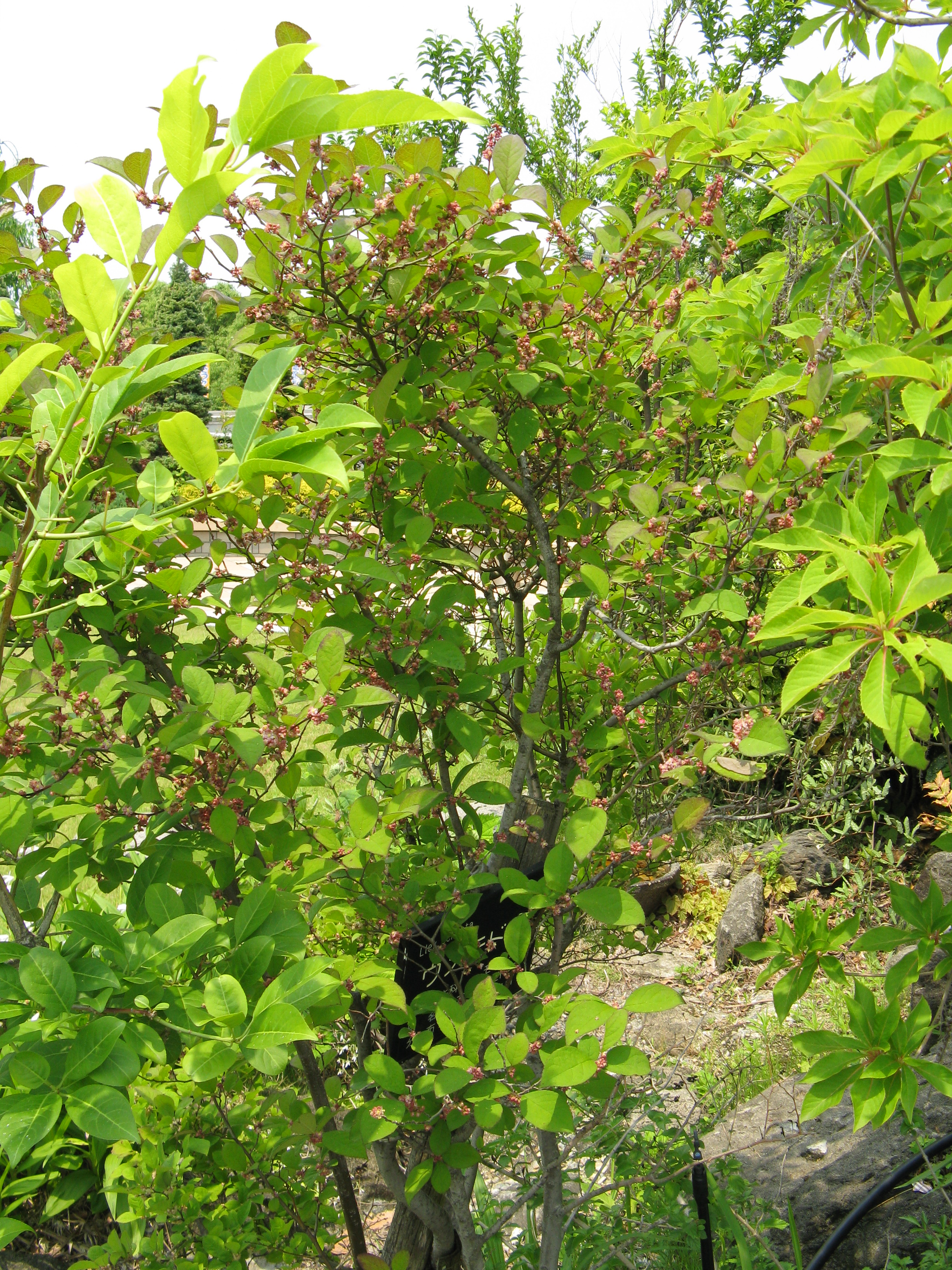
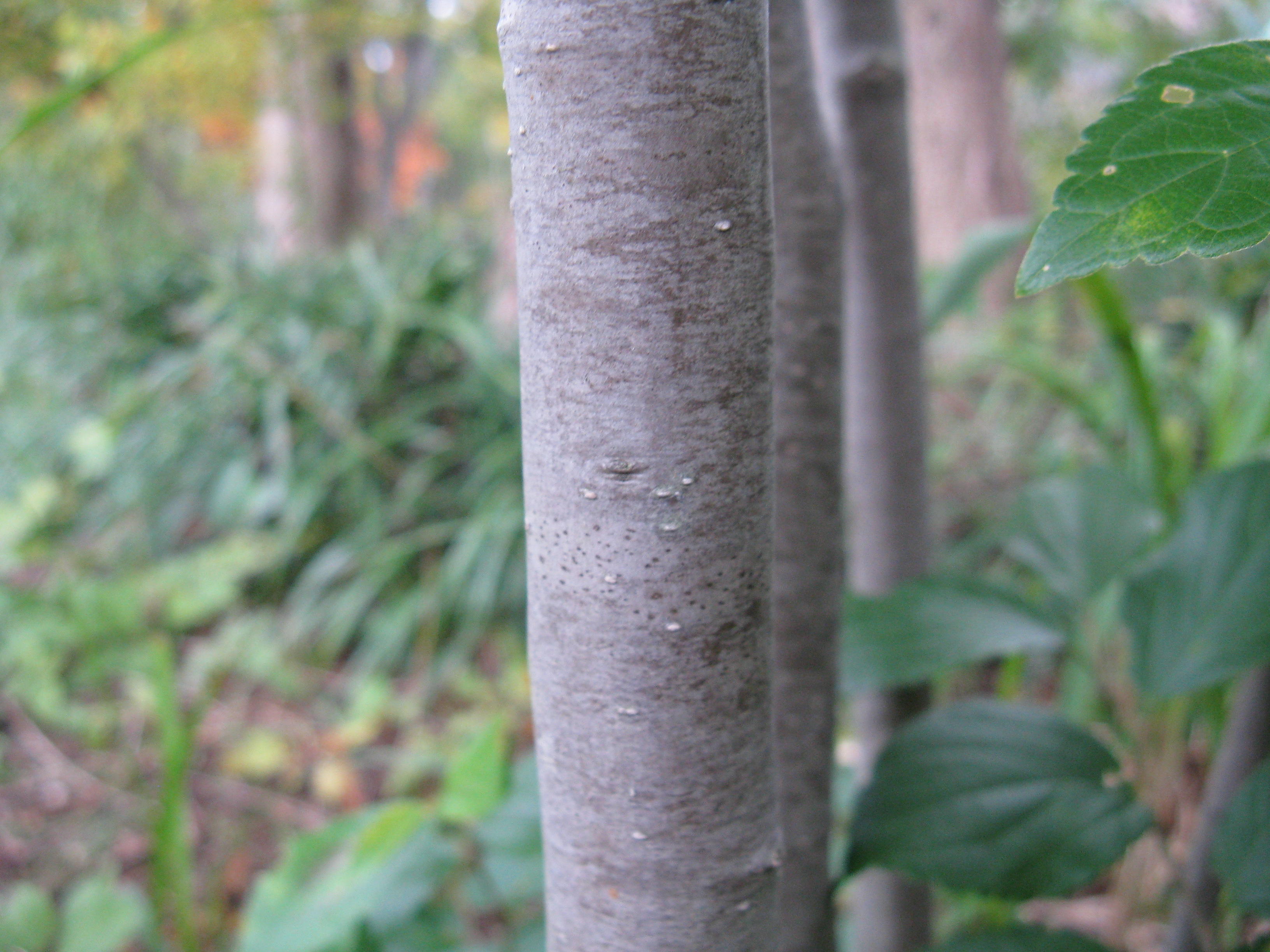
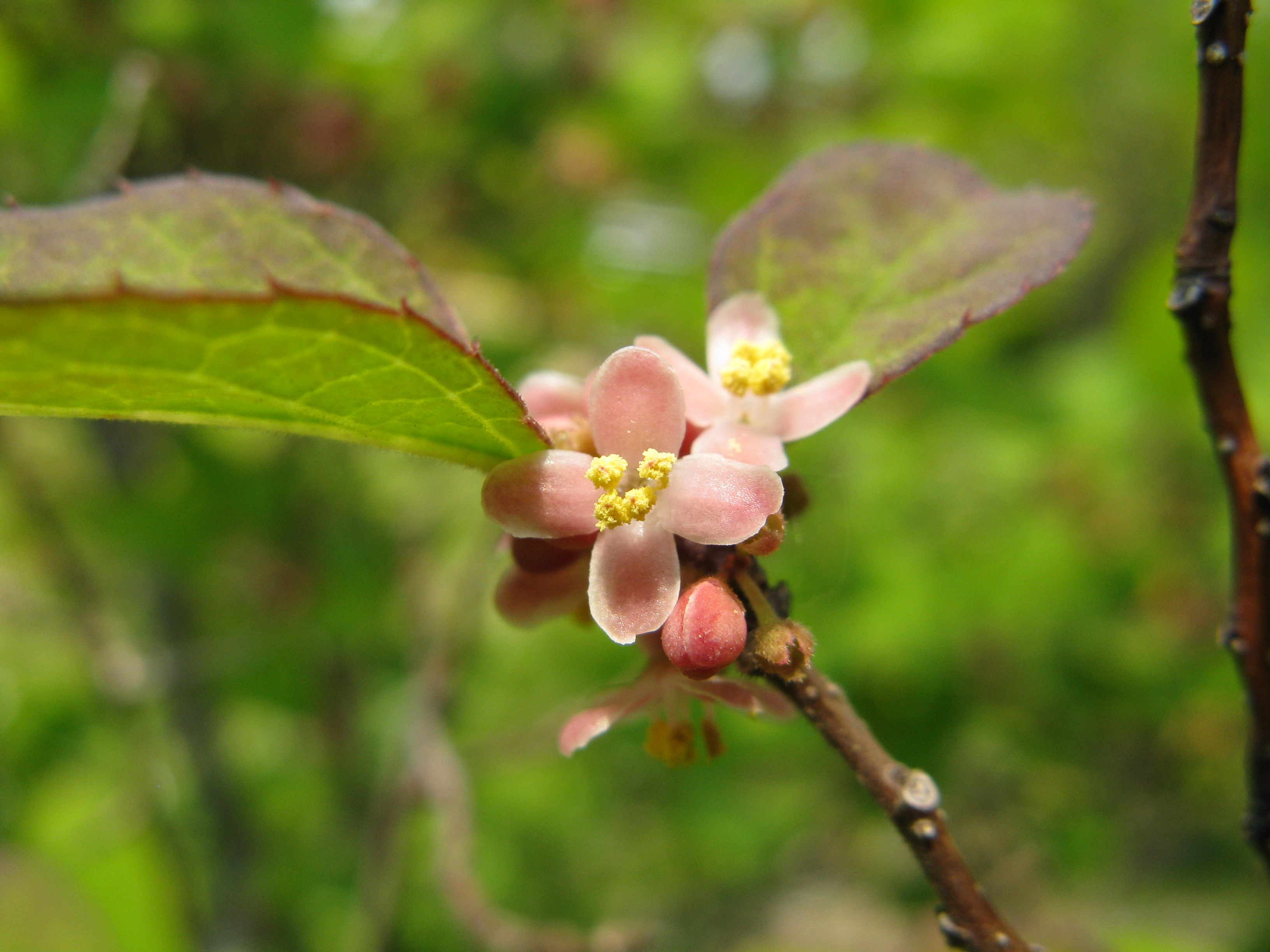
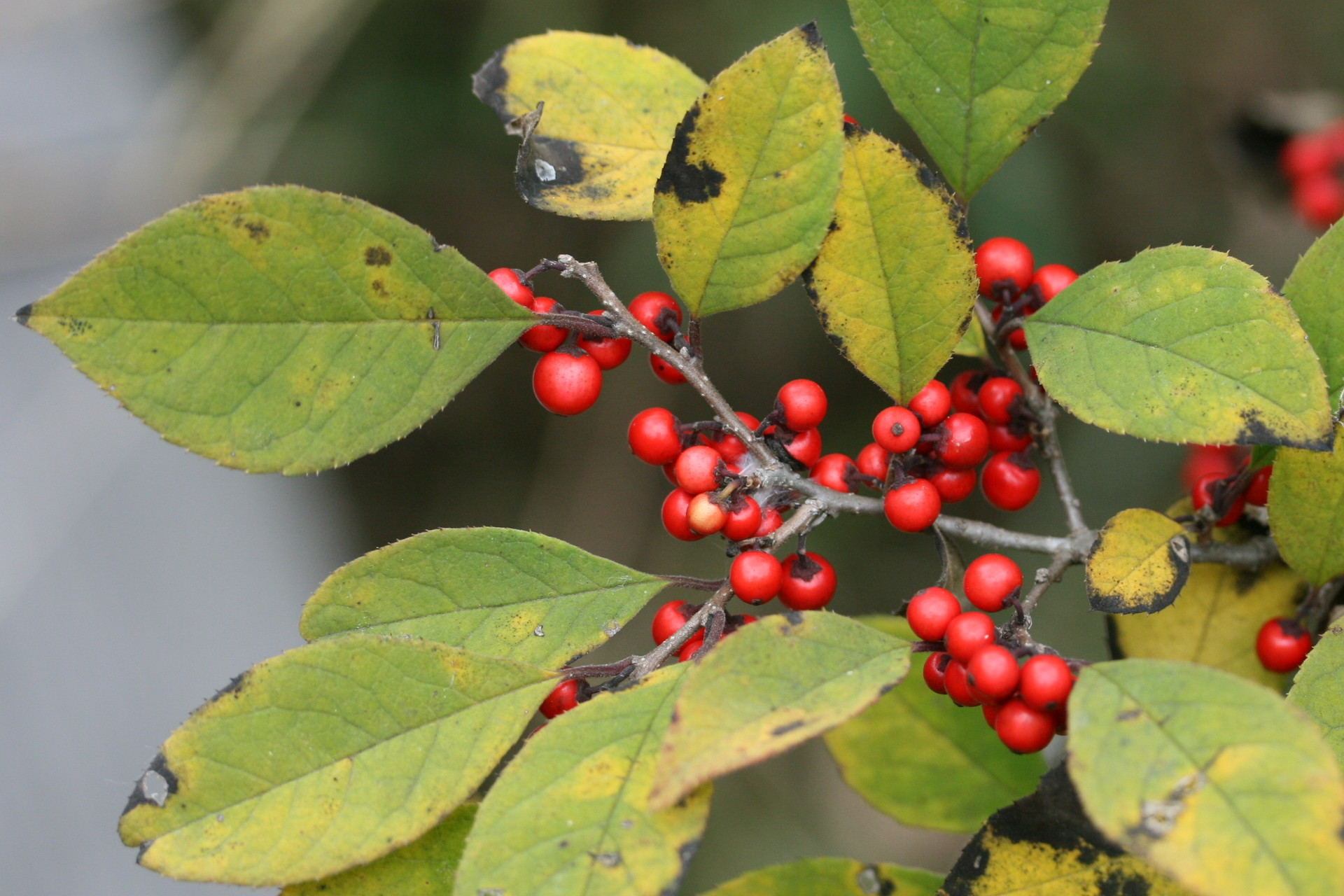